# Ginástica

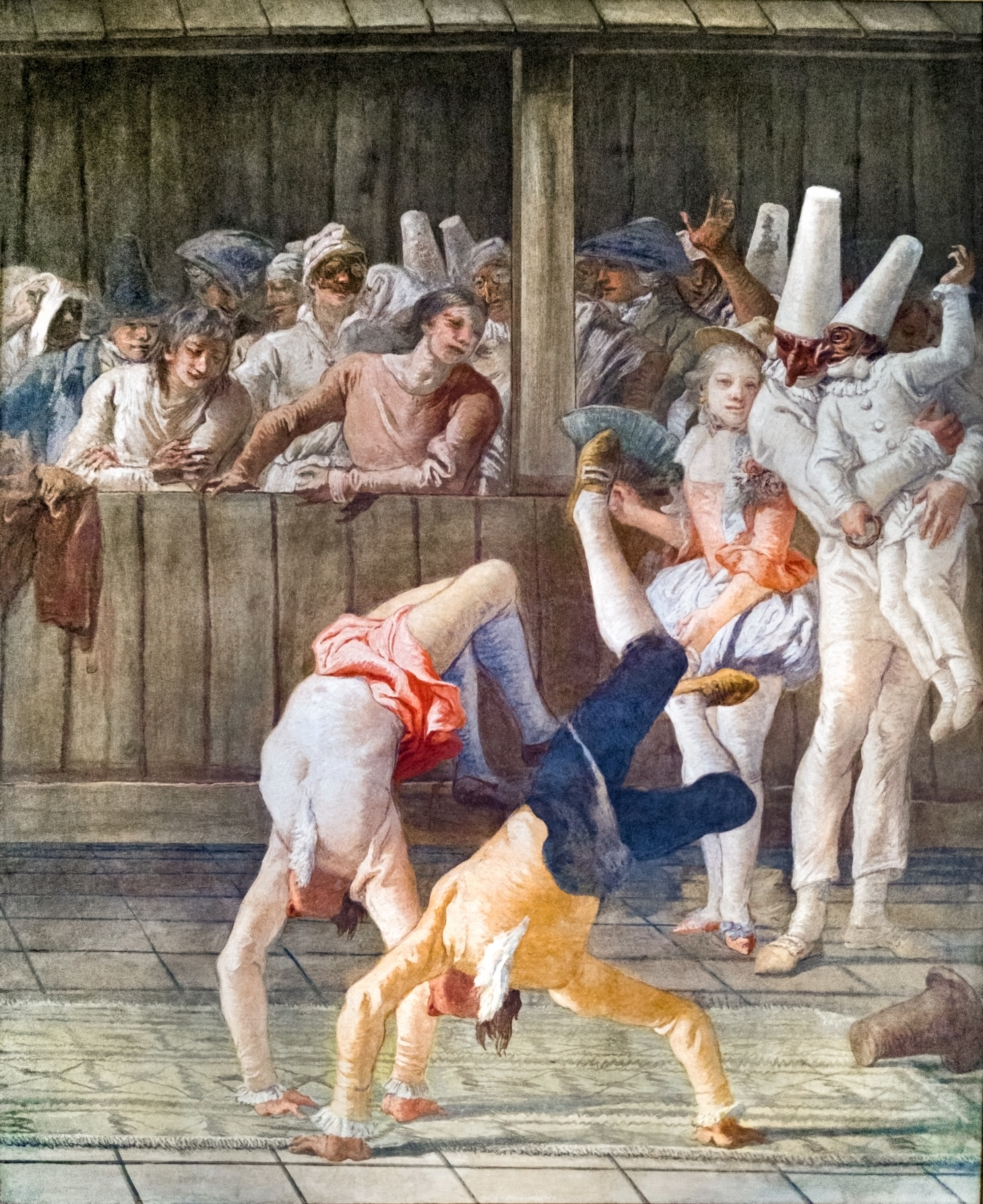
Pintura do italiano Giovanni Battista Tiepolo, chamada Polichinelo e os acrobatas de 1797, quando a ginástica renascia em apresentações públicas no Museu Settecento Veneziano.

A ginástica (do grego romaniz.: "gymnastiké": "exercitar", ou "gymnádzein": "treinar"; derivado de "gymnos": "nudez"), também chamada de gímnico (do grego "gymnikós" e latim "gymnĭcu- "), originalmente é o ato de exercitar o corpo com exercícios sistematizados para torna-lo forte e ágil (exercício físico). Mas é um conceito que engloba modalidades competitivas e não competitivas, envolvendo a prática de uma série de movimentos físicos, exigentes de força, flexibilidade e, coordenação motora com objetivo de aperfeiçoamento físico e mental; prática desenvolvida a partir dos exercícios físicos praticados por soldados da Grécia Antiga nos gymnasios.
Os exercícios dos soldados gregos incluíam as habilidades de montaria do cavalo e também a atividade semelhante à executada no circo, como fazem os acrobatas. Naquela época, os ginastas praticavam no gymnasios os exercícios sem roupa (do grego gymnos: nú) supervisionados pelo deus Apolo. A ginástica somente voltou a ser praticada — com ênfase desportiva e militar — no final do século XVIII na Europa com o posterior nascimento das escolas alemã e sueca, que introduziram o uso de aparelhos na prática do esporte. Tais avanços geraram a chamada ginástica moderna, agora subdividida.
Anos mais tarde, a Federação Internacional de Ginástica foi fundada, para regulamentar, sistematizar e organizar todas as suas ramificações surgidas posteriormente. Já as práticas não competitivas, popularizaram-se e difundiram-se pelo mundo de diferentes formas e com diversas finalidades e praticantes.

## Etimologia
O termo "ginástica" originou-se dos termos gregos "gymnastiké", que etimologicamente significa a "arte ou ato de exercitar o corpo para fortificá-lo" e, gymnádzein, que tem por tradução aproximada "treinar", derivado de "gymnos" que em sentido literal representa “nudez” ou "exercitar-se nu"; a forma como os gregos praticavam os exercícios nos gymnasios. Seu sentido advém da ideia primeira, que é a prática milenar de exercícios físicos metódicos, ao contrário da ginástica surgida como modalidade desportiva. Também é chamada de "gímnico", proveniente do grego "gymnikós" e latim "gymnĭcu-", que representa à pratica de exercício físico.
A denominação ginástica, foi ainda inicialmente utilizada como referência aos variados tipos de atividade física sistematizados de fortalecimento do corpo, cujos fins variavam de atividades para a sobrevivência, como na pré-história, aos jogos, ou à preparação militar, para o atletismo e as lutas.
| “ | A ginástica é a ciência racional de nossos movimentos, de suas relações com nossos sentidos, inteligência, sentimentos e costumes, e o completo desenvolvimento de nossas faculdades. É a ciência do movimento racional, sujeito a uma disciplina e a um fim prático. | ” |

## História

### Surgimento e evolução

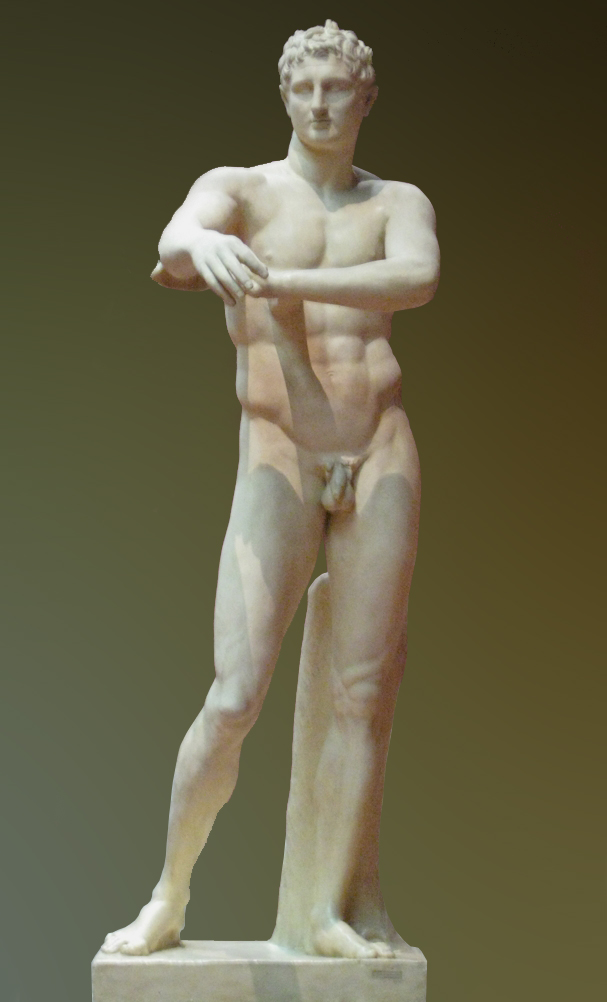
Na Grécia Antiga, a ginástica era praticada nas chamadas palestras e nos ginásios, junto a filósofos e artistas, que esculpiam com perfeição o corpo harmônico dos atletas. Na imagem, cópia romana em mármore do original Apoxyomenos, em bronze, de Lisipo. O nome significa "aquele que esfrega", e ilustra o preparo para a atividade física esfregando óleo sobre o corpo nu.

Milenar, a ginástica fez parte da vida do ser humano pré-histórico enquanto atividade física, desde que começou a organizar-se em civilizações, pois detinha um papel importante para sua sobrevivência, expressada, principalmente, na necessidade vital de atacar e defender-se (como preparação para essas atividades). O exercício físico utilitário e sistematizado de forma rudimentar era inicialmente transmitido através das gerações, fazendo também parte dos jogos, rituais e festividades. Mais tarde, na antiguidade, principalmente no Oriente, os exercícios físicos apareceram nas várias formas de luta, na natação, no remo, no hipismo e na arte de atirar com o arco, além de figurar nos jogos, nos rituais religiosos e na preparação militar de maneira geral. Sendo a prática da ginástica muito difundida na antiga Grécia (berço dos Jogos Olímpicos).
Como prática esportiva, a ginástica teve sua oficialização e regulamentação tardiamente, se comparada a seu surgimento enquanto mera condição de prática metódica de exercícios físicos, já encontrados por volta de 2 600 a.C., nas civilizações da China, da Índia e do Egito, onde valorizava-se o equilíbrio, a força, a flexibilidade e a resistência, utilizando, inclusive de materiais de apoio, como pesos e lanças. Este conceito começou a desenvolver-se pela prática grega, que o levou através do Helenismo e do Império Romano. Foram os gregos os responsáveis pelo surgimento das primeiras escolas destinadas à preparação de atletas para exibições ginásticas em público e nos ginásios. Seu estilo nascia da busca da filosofia "corpo são, mente sã" e do ideal da beleza humana, expressado em obras de arte deste período: socialmente, os homens reuniam-se para apreciar as artes desenvolvidas na época, entre pintura, escultura e música, discutiam a filosofia, também em desenvolvimento e, para divertirem-se e cultuarem seus corpos, praticavam ginástica, que, definida por Platão e Aristóteles, era uma prática que salientava a beleza através dos movimentos corporais. Foi ainda na Grécia Antiga, que a ginástica adquiriu seu status de educação física, pois esta desempenhava papel fundamental no sistema educativo grego para o equilíbrio harmônico entre as aptidões físicas e intelectuais. Já em Esparta, na mesma época, este conceito servia unicamente ao propósito militar, treinando as crianças desde os sete anos de idade para o combate. Tal pensamento fez sua participação nos Jogos diminuir com o passar dos anos. Em Atenas, todavia, só a partir dos quatorze anos, os rapazes praticavam a educação física: exercitavam-se nas palestras, que eram locais fechados e, sob os conselhos dos sábios, praticavam os exercícios. Aprovados, seguiam, ao completarem dezoito anos, para os ginásios, nos quais, tutelados pelos ginastes, formavam-se inseridos num ambiente em que se exibiam obras de arte e onde os filósofos reuniam-se para discutir sobre a união corpo e mente. Apresentado à Roma, este conceito esportivo atingiu fins estritamente militares, de prática nas palestras, para os jovens acima dos quatorze anos, e adquiriu um novo nome, o de ginástica higiênica, aplicada nas termas, já que os romanos viam o culto físico como algo satânico e, em nome de Deus e da moral, decretaram o fim dos Jogos Olímpicos antigos, nos quais estava inserida a ginástica enquanto festividade e preparação. No entanto, parte do povo manteve o culto ao corpo e a educação física como práticas secretas.
Na Idade Média, a ginástica perdeu sua importância devido à rejeição do culto ao físico e à beleza do homem, ressurgindo somente na fase renascentista, influenciada pela redescoberta dos valores gregos, aparecendo assim nos teatros de rua, que motivavam os espectadores a praticarem em grupo as atividades físicas. Estruturalmente, ressurgiu o termo ginástica higiênica, voltada para a prática do exercício apenas direcionada para a manutenção da saúde do indivíduo, descrita na  obra Arte Ginástica, de Jeronimus Mercurialis. Por volta do século XVIII, recuperou-se e desenvolveu-se conceituada em duas linhas, como expressão corporal e como exercício militar, após a publicação de Émile, livro do pedagogo Jean-Jacques Rousseau, que defensor da aprendizagem indutiva, definiu:
| “ | O exercício tanto torna o homem saudável como sábio e justo (…) quanto maior sua atividade física, maior sua aprendizagem | ” |

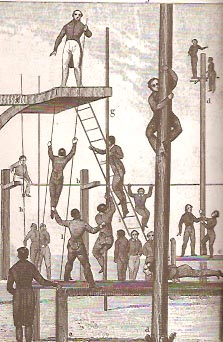
Imagem datada do ano de 1851 mostra a prática gímnica masculina, ao ar livre e em grupo, nos primórdios da transformação à modalidade esportiva e posteriormente, competitiva.

Desse momento em diante, inúmeros educadores voltaram-se para a prática esportiva, na busca de uma melhor elaboração de métodos especializados e escolas de educação física. Entre os destacados estiveram o espanhol Francisco Amoros, que desenvolveu um estudo voltado para a resistência física, o alemão Friedrich Ludwig Jahn, que desenvolveu aparelhos e deu início a sistematização da ginástica artística, o sueco Pehr Henrik Ling, que iniciou a separação da ginástica em categorias, como a de fins militares e a para a formação, e o dinamarquês Niels Bukh, que desenvolveu vestimentas, novas formas de toque na prática coletiva e envolveu o conceito, assim como Jahn, com a política. Enquanto Jahn utilizou dos conceitos da ginástica para restaurar o espírito alemão humilhado por Napoleão e desenvolver a força física e moral dos homens através da prática desta atividade para assim reunir seguidores militares contra as tropas do governantes francês, Bukh cooperou, com seus estudos, para o regime nazista, enquanto melhorias na preparação dos combatentes.
Com a evolução da educação física, a ginástica especializou-se, de acordo com as finalidades com que é praticada ou então em correspondência com os movimentos que a compõem. Enquanto modalidade esportiva, não parou de se desenvolver. Dentre as provas esportivas dos Jogos Olímpicos, é uma das mais antigas. Por isso e por seu desenvolvimento, sua história é constantemente confundida com a de sua primeira ramificação, a artística, o que não fere suas individualidades. Fora das escolas e dos ginásios, a ginástica conquistou espaço por desempenhar função na sociedade industrial, apresentado-se capaz de corrigir os vícios da postura acarretados pelos esforços e repetições físicas no ambiente de trabalho. Tal capacidade mostrava sua vinculação com a medicina e isso lhe rendeu status entre os adeptos e estudiosos dessas questões, adquirindo então uma nova ramificação em sua história evolutiva.
Durante o século XIX, a ginástica passou a refletir apenas o significado de prática esportiva moderna, deixando para trás a preparação militar e a preparação para e junto a outras atividades, como o atletismo praticado nos Jogos Olímpicos antigos. Nesta época, surgiram e aprimoraram-se as escolas inglesa, alemã, sueca e francesa. Exceto a inglesa, destinada unicamente a elaboração de jogos e a atividade atlética, as demais determinaram e expandiram os métodos ginásticos, passados através dos movimentos europeus que resultaram na criação das Lingiadas, festival internacional de ginástica criado em comemoração aos cem anos da morte de Ling. Estes movimentos ainda influenciaram-se e universalizaram os conceitos ginásticos, posteriormente trabalhados dentro de cada modalidade.
Nesse mesmo século, surgiu a entidade que passou a regrar as práticas do desporto: a Federação Europeia de Ginástica (em francês:  Fédération Européenne de Gymnastique), fundada por Nicolas J. Cupérus e que contou com a participação de três países - Bélgica, França e Holanda. Em 1921, a FEG tornou-se a atualmente conhecida FIG (Federação Internacional de Ginástica), quando os primeiros dezesseis países não europeus foram admitidos na entidade, sendo os Estados Unidos, o primeiro. Nos dias atuais, é considerada a organização internacional mais antiga responsável pela estruturação da ginástica. Mesmo sem carácter competitivo, a modalidade tem figurado em cerimônias de abertura de jogos, caracterizando-se como um dos pontos mais belos destes eventos, nos quais a criatividade, a plasticidade e a expressão corporal tornam-se presentes na participação sincronizada de um grande número de ginastas. Na era moderna, a ginástica, inicialmente tida como prática física, passou a ser dividida e estruturada em cinco campos de atuação, que desenvolvem-se unidas pelo conceito e separadas nos fins: condicionamento físico, de competições, fisioterapêuticas, de demonstração e de conscientização corporal.

## Presença, popularidade e categorização

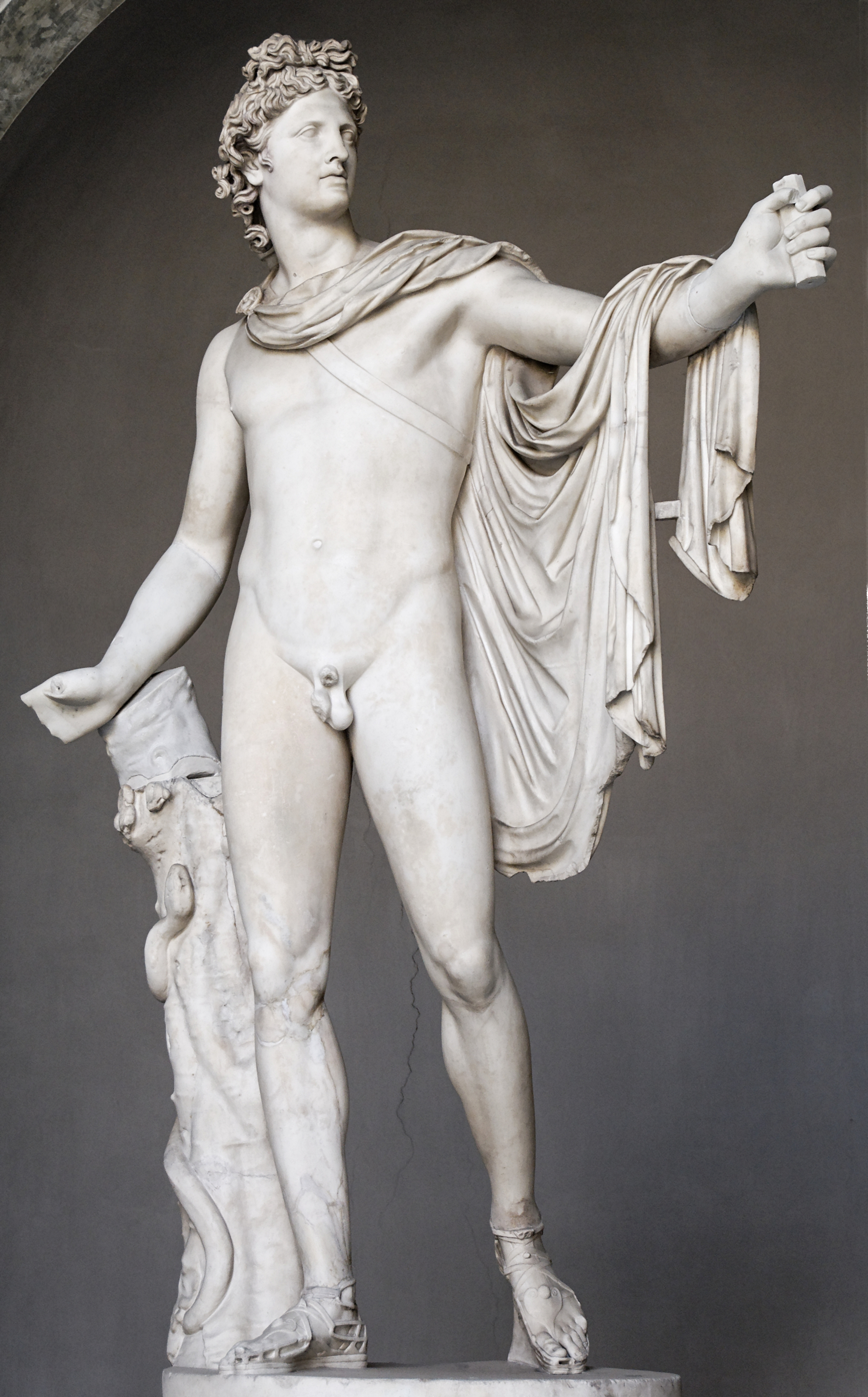
Na Grécia Antiga, ligada à religião, a ginástica foi associada a figura do deus Apolo, patrono da saúde e do conceito pleno de beleza. Na imagem, Apolo Belvedere, de Leocarés.

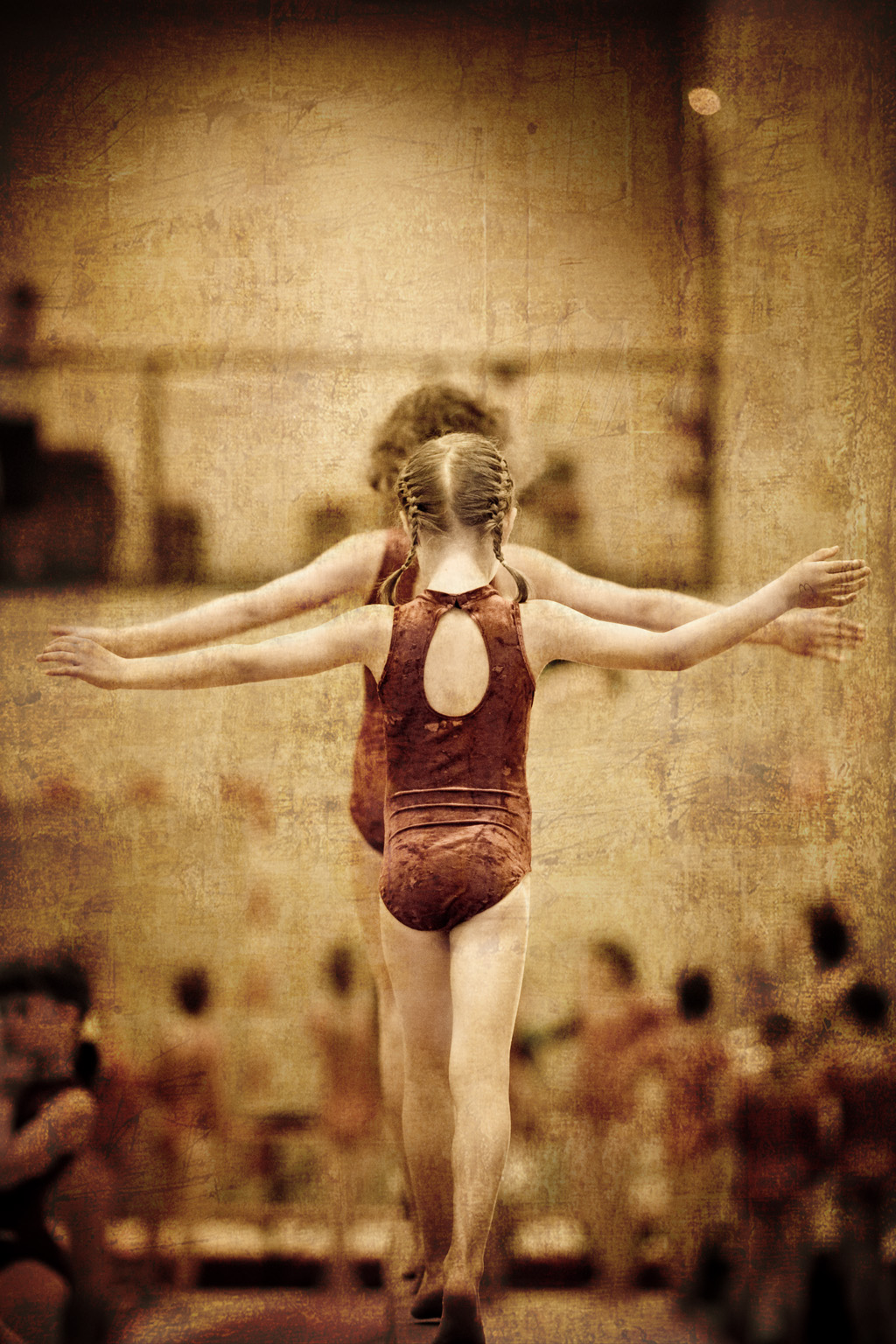
A formação física começa cedo, enquanto prática do conhecimento do corpo. Continuando, opta-se por alguma vertente competitiva ou continua-se nas não competitivas desfrutando dos benefícios à saúde.

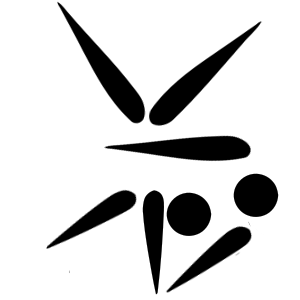
Pictograma representativo do IGHoF.

A ginástica está inserida na sociedade como influência nas artes e no meio social desde a Grécia Antiga. Os artistas gregos, observadores dos exercícios físicos, eram precisos conhecedores do corpo humano. O culto ao físico era admirado por estes artistas, que esculpiam a figura humana com perfeição. Na arte grega da época, as condições físicas e espirituais variavam constantemente. Tais modificações passadas pelo homem grego acompanhavam as mudanças sofridas pela ginástica, a maneira mais comum e difundida de cultuar a forma física. Baseados nisso, estudos comprovam que na impressão corporal de uma obra de arte sobre a conformação física, está desempenhado o papel fundamental da ginástica e de outros esportes praticados. Não só na escultura a ginástica esteve presente. Na filosofia, Platão, que havia sido lutador na juventude, defendeu em seu livro, A República, que a música e a ginástica são as duas disciplinas que devem ser combinadas para alcançar a perfeição da alma e assim formar jovens equilibrados. Tal postura deu à prática um objetivo pensador oposta ao culto físico. Aristóteles já considerava a ginástica útil porque melhorava a saúde, sustentava valores e aumentava a força. Segundo suas palavras, as crianças não deviam realizar treinos duros antes da puberdade, como sustentavam os espartanos. Junto à Mitologia grega, a ginástica foi relacionada à imagem de Hermes, deus de beleza jovem e atlética, patrono dos esportistas, mensageiro dos Deuses e defensor dos homens perante o Olimpo. Em cada ginásio, havia dele uma figura, bem como a de seu irmão, Apolo, o deus mais venerado entre os gregos após Zeus. Era Apolo, o deus da saúde e da juventude bela e forte, da música e da poesia, que, para os gregos, compunham os objetivos da beleza plena atingida através de um sistema ético e pedagógico defendido pelos filósofos, ou seja, do físico são e da alma sábia. Mais tarde, ao entrar no Império Romano, a ginástica ligada à arte, à filosofia e às divindades religiosas gregas, perdeu totalmente seu espaço, permanecendo como conceito apenas físico, ligado ao corpo e à saúde.
Com o passar dos anos, a ginástica, enquanto parte formadora do conceito da educação física como nascida na Grécia Antiga, tornou-se um campo de conhecimento e uma prática pedagógica do conjunto das manifestações corporais que ainda se fazem presentes em diferentes espaços, como escolas, academias, centros culturais e até praças de lazer. Nas escolas, deve ser aplicada de forma a mostrar os saberes, as experiências e as produções deste conjunto de manifestações do corpo, para transmitir as riquezas culturais presentes nos bens socialmente produzidos, como as esculturas dos tempos da Grécia Antiga. Enquanto aplicada ao lazer, deve oferecer referências teóricas e práticas a fim de enriquecer o olhar dos praticantes para o experimentar, sentir, tocar e relacionar-se com o próprio corpo, em meio a uma criação e recriação social de aprendizagem em intercâmbio cultural e de expressão corporal. A dança, tão abrangente significativamente quanto a ginástica, é uma outra expressão do corpo que a acompanha no mesmo significado, tanto academicamente, quanto para o lazer e para a competição, como mostradas unidas na modalidade rítmica da ginástica.
Em suma, a popularização e os diferentes estudos da prática gímnica atingiu todo o mundo, presente nos mais variados grupos. Seus benefícios à saúde são reconhecidos e por isso, seus exercícios são amplamente utilizados, nas mais variadas formas e para as maiores finalidades. Presente na cultura humana desde a conhecida pré-história, a ginástica dividiu-se por diferentes ramificações, possui publicações didáticas e históricas, revistas especializadas, como a International Gymnasts, e já apareceu, inclusive, em filmes, como o Gymkata de 1985, o Little Girls in Pretty Boxes: The Making and Breaking of Elite Gymnasts and Figure Skaters de 1997, e o Stick It, de 2006, que contou com a participação das ginastas Nastia Liukin e Carly Patterson e dos treinadores Valeri Liukin e Bart Conner. Para os ginastas artísticos ainda existe o International Gymnastics Hall of Fame, a mais popular honraria concedida aos atletas e treinadores vitoriosos e inovadores.

### O ginasta e o praticante
Segundo o dicionário online de língua portuguesa, Priberam, o ginasta é a "pessoa que pratica ginástica como amador ou profissional", visto que sua definição de ginástica é a "arte de exercitar, de fortificar, de desenvolver o corpo por um certo número de exercícios físicos sob um conjunto de exercícios próprios para desenvolver as faculdades intelectuais." Tal definição é válida também para a Federação Internacional, que tem por filosofia gímnica a ginástica para todos. De acordo com o Dicionário Editora da Língua Portuguesa 2010, o ginasta pode ser um atleta e uma pessoa que pratica ginástica. Então, pode-se afirmar que sobre o prisma da filosofia e da prática gímnica, o ginasta é todo aquele que pratica ginástica em suas variadas modalidades, seja em nível profissional competitivo ou em nível amador, competitivo ou não. Contudo, como não existem diferenças de nível amador e profissional para as modalidades não competitivas, o praticante é todo aquele que pratica ginástica com intuito do condicionamento físico e mental, ao contrário daqueles que precisam praticar ginástica para reabilitação, chamados então de pacientes.

### As categorias
Modernamente, a fim de evitar a limitação do conceito ginástica ao esportivo ou a uma de suas modalidades, a ginástica passou a ser dividida em cinco campos de atuação e desenvolvimento: condicionamento físico, de competições, fisioterapêuticas, de demonstração e de conscientização corporal. A de condicionamento físico engloba todas as modalidades que possuem o objetivo final de adquirir e manter a condição física de um praticante ou de um atleta; as de competição, como o próprio nome define, reúne todas as modalidades competitivas e abarcadas pela Federação Internacional; as ginásticas fisioterapêuticas abarcam todas aquelas práticas responsáveis pela utilização do exercício físico na prevenção ou tratamento de doenças e para reabilitação de acidentados; as de demonstração têm como principal função a interação social e o compartilhamento do aprendizado e da evolução gímnica, tendo como o maior exemplo, a Gymnaestrada; por fim, as de conscientização corporal focam-se em reunir novas propostas de abordagem do corpo na busca da solução de problemas físicos e posturais.

## Modalidades: as subdivisões competitivas
A ginástica moderna, regimentada pela Federação Internacional de Ginástica, incorpora seis modalidades distintas, com uma delas divida em duas ramificações de importância igual, gerando assim um total de sete, de acordo com a visão da federação, que deu ainda a cada uma delas um específico Código de Pontos. Uma dentre as demais, não competitiva, reúne no concreto, o conceito da ginástica em si:
| Modalidade                                                  | Principal evento   | Primeira aparição |
| ----------------------------------------------------------- | ------------------ | ----------------- |
| Ginástica artística (no Brasil, chamada também de olímpica) | Jogos Olímpicos    | 1896              |
| Ginástica rítmica                                           | Jogos Olímpicos    | 1996              |
| Trampolim acrobático                                        | Jogos Olímpicos    | 2000              |
| Ginástica acrobática                                        | Campeonato Mundial | 1974              |
| Ginástica aeróbica                                          | Campeonato Mundial | 1995              |
| Ginástica geral                                             | Gymnaestrada       | 1953              |

### Ginástica acrobática

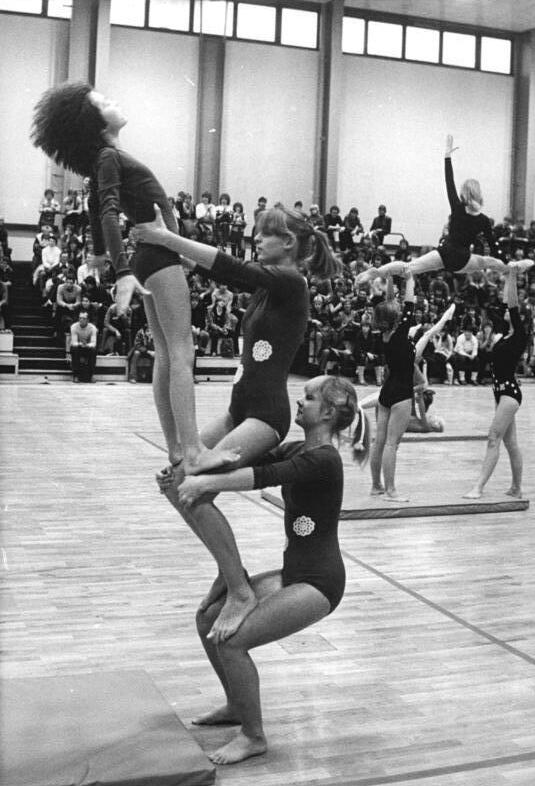
Trio feminino acrobático em apresentação. A performance é datada de 11 de janeiro de 1984, na Alemanha. De Wolfgang Thieme, a fotografia pertence ao Arquivo Federal Alemão.

Embora a acrobacia, enquanto prática, tenha desenvolvido-se durante o século VIII, devido ao surgimento do circo, as primeiras competições do esporte datam do século XX, com a primeira realizada em 1973. Nesse mesmo ano, fora criada Federação Internacional de Esportes Acrobáticos, fundada, em 1998, à FIG. Esta modalidade tem por objetivo o trabalho em grupo e a cooperação. Confiar no parceiro é habilidade imperativa para o trabalho em equipes, que consiste em beleza, dinâmica, força, equilíbrio, destreza, coordenação e flexibilidade. Suas competições possuem cinco divisões: par feminino, par masculino, par misto, trio feminino e quarteto masculino. As rotinas são executadas em um tablado de 12x12 metros, em igual medida ao da prática artística. Os acrobatas em grupo devem executar três séries: de equilíbrio, dinâmica e combinada. Uma de Equilíbrio, uma Dinâmica e outra Combinada. As séries dinâmicas são mais ativas e com elementos de lançamentos com voos do ginasta. As de equilíbrio valorizam os exercícios estáticos. Em níveis mais altos, a combinada é um misto das duas séries anteriormente citadas. Todas as apresentações são realizadas com música, a fim de enriquecer os movimentos corporais.

### Ginástica aeróbica
Esta modalidade - elaborada por Kenneth Cooper - foi inicialmente desenvolvida para o treinamento de astronautas. Mais tarde, a iniciativa fora continuada por Jane Fonda, que expandiu o programa técnica e comercialmente para se tornar a popular fitness aerobics. Assim, a ginástica aeróbica surgiu no final da década de 1980 como forma de praticar exercícios físicos, voltada para o público em geral. Pouco depois, tornou-se também um esporte competitivo para ginastas de alto nível. Catorze anos mais tarde, a Federação Internacional organizou os campeonatos mundiais da modalidade, cuja primeira edição contabilizou a participação de 34 países. Esta disciplina requer do ginasta um elevado nível de força, agilidade, flexibilidade e coordenação. Piruetas e mortais, típicos da ginástica artística, não são movimentos executados pela modalidade aeróbica. Seus eventos são divididos em cinco: individual feminino e masculino, pares mistos, trios e sextetos. De acordo com a FIG, o Brasil é o país com o maior número de praticantes da ginástica aeróbica, com mais quinhentos mil praticantes. Estados Unidos, Argentina, Austrália e Espanha, são outros países de práticas destacadas.

### Ginástica artística

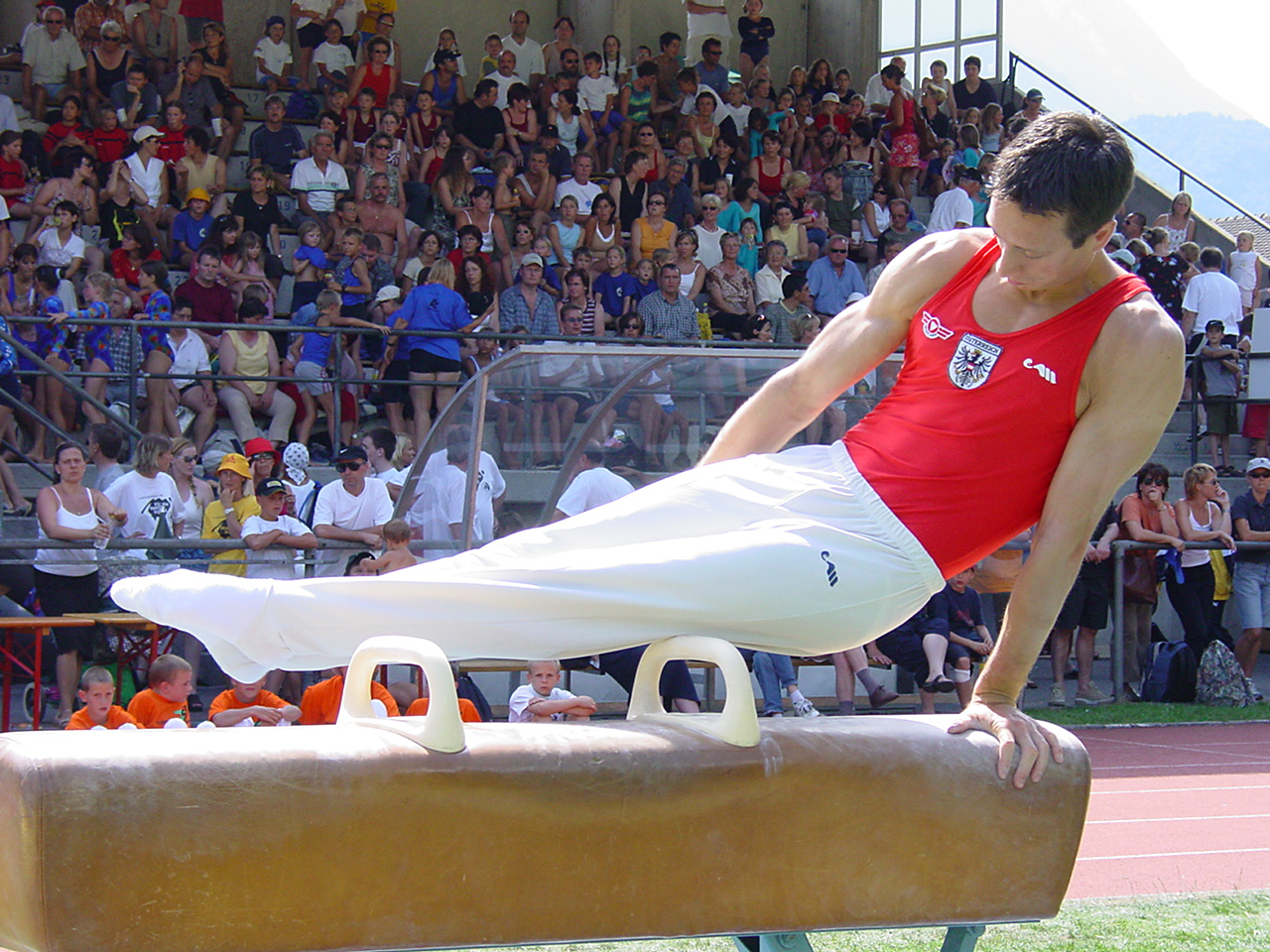
Exibição no cavalo com alças, um dos seis aparelhos masculinos da ginástica artística.

Esta modalidade, por ser a mais antiga de todas, tem sua história constantemente confundida com a da própria ginástica. Enquanto cunho esportivo, a ginástica artística foi a primeira ramificação da ginástica em si, em matéria de combinação de exercícios sistemáticos, criada para diferenciar as técnicas e os movimentos criados das práticas militares. Praticada desde a Grécia antiga, se vista como ginástica, a artística evoluiu com o surgimento dos centros de treinamento, idealizados e realizados pelo alemão Friedrich Ludwig Jahn, que criou e aperfeiçoou aparelhos como conhecidos hoje. Sua inserção nos Jogos Olímpicos da era moderna, deu à ginástica o status de esporte olímpico, no qual se desenvolveram e são disputadas suas demais modalidades competitivas dentro do conceito de esporte e modalidade do Comitê Olímpico Internacional.
Suas competições dividem-se em duas submodalidades, vistas pela FIG como modalidades diferentes e de igual importância às outras cinco: WAG (feminina) e MAG (masculina), com regras e aparelhos distintos. Enquanto os homens disputam oito provas - equipes, concurso geral, cavalo com alças, argolas, barras paralelas, barra fixa, solo e salto -, as mulheres disputam seis - equipes, individual geral, trave e barras assimétricas. Os ginastas devem mostrar força, equilíbrio, coordenação, flexibilidade e graça (este último, unicamente na WAG). Na competição, as notas são divididas em de partida e de execução. Na fase classificatória, os primeiros 24 colocados avançam para a prova do concurso geral, as oito primeiras nações avançam para a final coletiva e os oito melhor colocados em cada aparelho avançam para as finais individuais por aparato.

### Ginástica geral
A ginástica para todos traz a essência da prática para dentro da Federação Internacional, ou seja, é o conceito da própria ginástica, inserida na e para a federação. Historicamente, a origem desta modalidade não competitiva, está atrelada à trajetória da própria FIG e tem por significado a junção de todas as modalidades, que resultam em um conjunto de exercícios que visam os benefícios da prática constante. O importante é realizar os movimentos gímnicos com prazer e originalidade. Esta modalidade não é competitiva e pode ser praticada por todos independente de idade, porte ou aptidão física. Em suma, a ideia da ginástica geral é a mesma da ginástica enquanto prática física descrita por Francisco Amoros.
Por mostrar-se mais interessado pelos festivais de ginástica e pelos benefícios da modalidade do que pelas competições, o até então presidente Nicolas Cupérus, idealizou uma Gymnaestrada calcado na filosofia da ginástica geral, que representa a ideia primeira da ginástica em si. Falecido, não chegou a vê-lo realizado, pois só em 1953, o Festival Internacional de Ginástica, inspirado nas Lingiádas, festivais de apresentação das práticas gímnicas que aconteciam na Suécia, teve sua primeira edição concretizada, em Roterdã. É durante as Gymnaestradas que os atletas e praticantes mostram a evolução do esporte e compartilham seus conhecimentos entre as nações.

### Ginástica rítmica
Data do século XVI o primeiro relato acerca da prática da ginástica ligada ao ritmo. A partir disso, foram mais de duzentos anos até se tornar um conjunto uniforme de dança, levado à extinta União Soviética, onde passou a ser ensinado como um novo esporte. Mais tarde, obteve sua independência da modalidade artística - para a qual deixou a musicalidade - e um sistema organizado, com aparelhos e competições próprias, criados pelo alemão Medau e incentivado pela árbitra Berthe Villancher. Em 1996, tornou-se um esporte olímpico, cem anos após a entrada da ginástica em Jogos Olímpicos. Esta modalidade envolve movimentos de corpo em dança de variados tipos e dificuldades combinadas com a manipulação de pequenos equipamentos. Em suas rotinas, são ainda permitidos certos elementos pré-acrobáticos, como os rolamentos e os espacates. As atletas, durante suas apresentações, devem mostrar coordenação, controle e movimentos de dança harmônicos e sincronizados com as companheiras e a música.

### Ginástica de trampolim

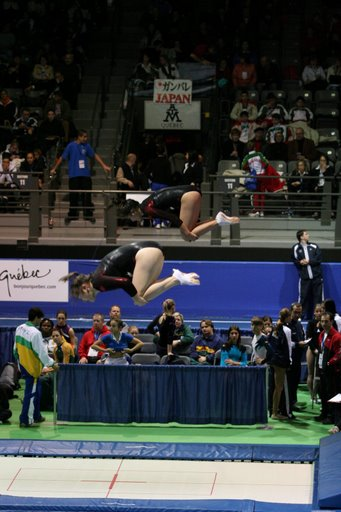
Dupla feminina em disputa no Campeonato Mundial de Ginástica de Trampolim, na cidade de Quebec, 2007.

Ainda que seu surgimento seja impreciso, é sabido que na Idade Média os acrobatas de circo utilizavam tábuas de molas em suas apresentações e os trapezistas realizavam novos saltos a partir do impulso realizado em uma rede de segurança. Contudo, apenas no início do século XX, apareceram as performances realizadas em "camas de pular", enquanto forma de entretenimento. Na história circense, estudiosos supõem que o acrobata Du Trampolin, aproveitou a impulsão da rede de proteção como forma de decolagem. Mais tarde, o aparelho sofreu um outro tipo de modificação, nos Estados Unidos, para atividade de queda e mergulho.
Enquanto esporte, o trampolim foi criado por George Nissen, em 1936, e institucionalizado como modalidade esportiva nos programas de Educação Física em escolas, universidades e treinamentos de militares. Popularizado, é praticado por profissionais do esporte e amadores. Como modalidade regida pela FIG, o trampolim consiste em liberdade, voo e espaço. Inúmeros mortais e piruetas são executados a oito metros de altura e requerem precisão técnica e preciso controle do corpo. As competições são individuais ou sincronizadas para os homens e para as mulheres. São usados um e dois trampolins para um ou dois atletas de performances parecidas que devem executar uma série de dez elementos.

#### Tumbling
Esta, em contraposto ao que aparenta, não é uma prática nascida do trampolim acrobático, embora pertença ao mesmo grupo. Modalidade integrante dos Jogos Olímpicos de Los Angeles - 1932, teve como primeiro campeão do mundo, o norte-americano Rolando Wolf. Nas décadas de 1960 e 1970 o tumbling atingiu maior popularidade na Europa Oriental, tendo gradualmente adquirido presença na Europa Ocidental, Estados Unidos, Ásia e Austrália. O tumbling é executado em uma pista elevada de 25 metros, que ajuda os acrobatas dando uma propulsão que os elevam até altura superior a de uma tabela de basquetebol. Durante a performance, o ginasta deve sempre demonstrar velocidade, força e habilidade, enquanto executa uma série de manobras acrobáticas. Mortais com múltiplos saltos e piruetas serão executados sempre em busca de uma performance próxima ao limite de altura e velocidade.

#### Duplo-mini
Considerado um esporte relativamente novo, o duplo-mini é um misto do trampolim acrobático e do tumbling: combina a corrida horizontal do tumbling com os saltos verticais do trampolim. Depois de uma pequena corrida, o atleta salta sobre um trampolim pequeno, duplamente nivelado, para executar um salto em um dos níveis, ressaltando no segundo, seguido imediatamente por um elemento que irá finalizar sobre o colchão de aterrissagem. O duplo-mini trampolim é semelhante em conceito a um trampolim de mergulho, porém usando um colchão em vez de água.

## A Federação Internacional
Todas as competições oficiais de ginástica e a Gymnaestrada são reguladas pela Federação Internacional de Ginástica (FIG), que estabelece normas e calendários para todos os eventos internacionais competitivos ou não. Fundada em 23 de julho de 1881, a FIG tem ainda a responsabilidade sobre o Código de Pontuação, a publicação que orienta os ginastas, técnicos e árbitros na elaboração, composição e avaliação das séries em todas as provas, e que ainda rege os resultados da modalidade, além de ser utilizado para pontuar os eventos da ginástica em nível internacional, como os Mundiais e os Jogos Olímpicos.
A FIG é também responsável pela realização dos Campeonatos Mundiais de Ginástica e pela Copa do Mundo de Ginástica Artística, realizada em várias etapas. Existem ainda diversas outras competições, a nível continental, nacional e regional. Como filiadas diretas e responsáveis pelas federações nacionais, estão a União Europeia de Ginástica, a União Pan-americana, a União Asiática e a União Africana.

## Modalidades não competitivas
Além das modalidades regidas pela FIG, existem ainda outras, difundidas e popularizadas, cujos fins trabalham no patamar único das melhorias para o corpo e a mente, praticadas em academias, escritórios, residências, consultórios e ao ar livre; em grupos, individualmente e/ou como tratamento. Estas modalidades são aquelas que, evoluídas, assim como as modalidades competitivas, também caracterizam-se por retirar do ser humano uma capacidade que independe de posição sociocultural ou geográfica: seus movimentos naturais em benefício de si mesmos. Um exemplo desta atividade é o salto, que, estudado de forma sistemática, foi sendo aprimorado e modificado para os mais variados esportes e para as mais variadas utilidades entre as ramificações não competitivas, sejam elas para recreação, interação social ou recuperação.

### Contorcionismo

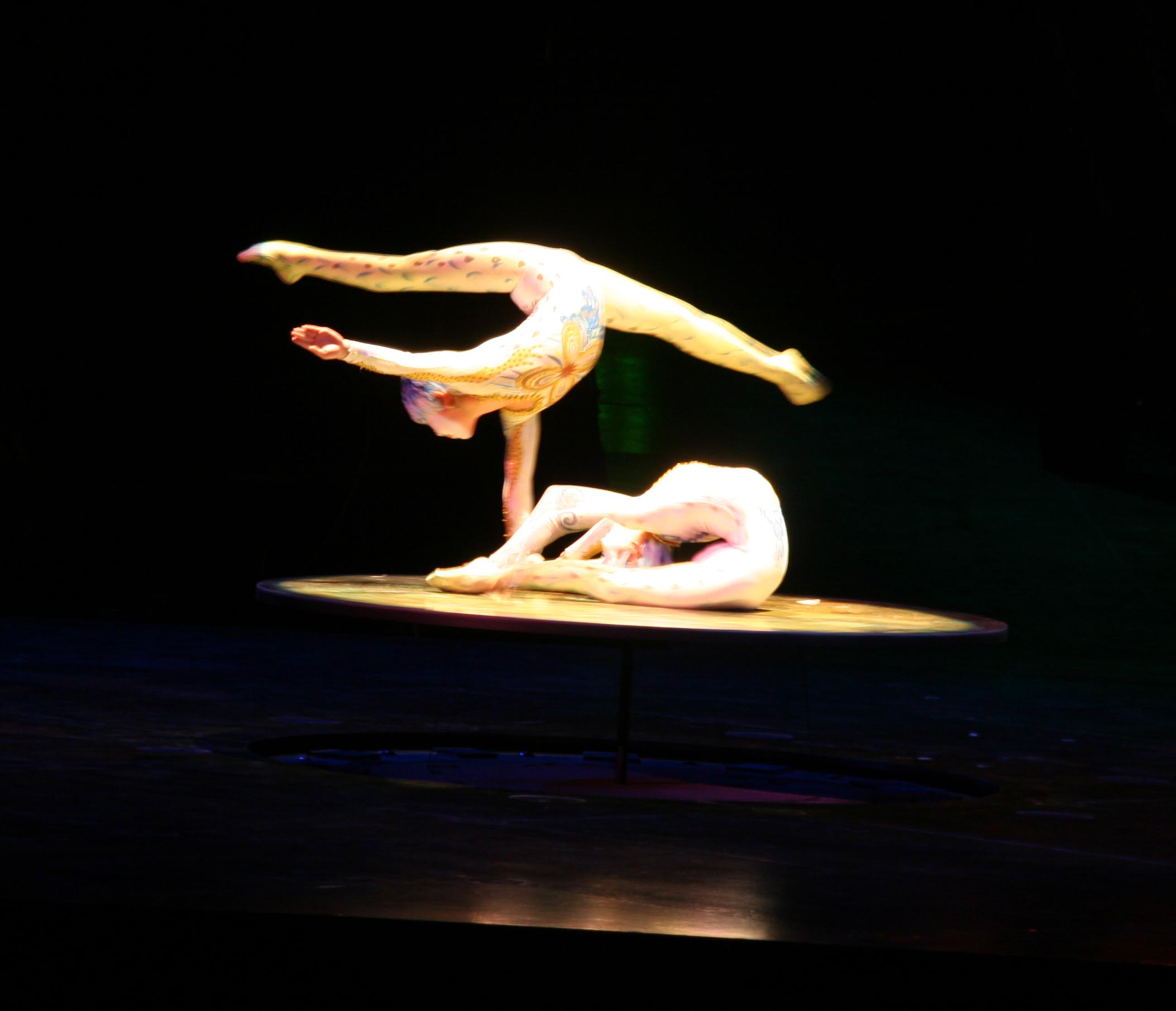
Exibição contorcionista em dupla, no Cirque du Soleil. Espetáculo Alegria.

Historicamente, o contorcionismo era encontrado em ilustrações e esculturas no
Egito, Grécia e Roma. O circo romano foi um dos impulsos para que esta modalidade perdurasse. Além das civilizações antigas esta arte também foi encontrada em meio aos Hindus, que realizavam diversas poses de contorção para atender ao benefício corporal e espiritual. O contorcionismo é o chamado over da flexibilidade gímnica. É nessa modalidade, que os praticantes atingem flexão acima dos ditos limites do corpo. Seus exercícios são tipicamente desempenhados em circos, como o Cirque du Soleil, ou práticas que envolvam alongamento, como a yoga e o pilates, e constitui um número de espetáculo reconhecido e admirado no mundo, desde a Antiguidade. O contorcionismo consiste em executar movimentos de flexibilidade pouco comuns, como girar a coluna até 180 graus e os braços em 360. Um dos maiores representantes desta prática é o norte-americano Daniel Browning Smith.

### Ginástica cerebral
A chamada ginástica cerebral nasceu da necessidade de manter o cérebro constantemente exercitado. Para que todo o trabalho de resgate e cruzamento de informações aconteça com eficácia e rapidez, é preciso que o cérebro esteja com todas as duas sinapses devidamente desimpedidas, ativas, em forma e prontas para serem utilizadas. Só assim as informações arquivadas serão resgatadas no momento certo, no tempo necessário e circularão com rapidez, auxiliando nas decisões, com maior precisão, eficácia e agilidade. Esta ginástica é praticada através de exercícios e movimentos coordenados do corpo que, executados de maneira apropriada, acessam e estimulam partes específicas do cérebro, antes pouco utilizadas e desconectadas do conjunto cerebral. É o objetivo da ginástica cerebral estimular os hemisférios do órgão para que trabalhem simultânea e integralmente, o que oferece a possibilidade de utilização do cérebro de maneira total, em todo o seu potencial. Nascida na década de 1970, na Universidade da Califórnia, esta modalidade é trabalhada junto aos princípios filosóficos e técnicos do Tai Chi Chuan, da acupuntura e da yoga, a fim de aproveitar todo o potencial do cérebro.

### Ginástica laboral
A ginástica laboral é definida como a realização de exercícios físicos no ambiente de trabalho, durante o horário de expediente, para promover a saúde dos funcionários e evitar lesões de esforços repetitivos e doenças ocupacionais. Além dos exercícios físicos, consiste em alongamentos, relaxamento muscular e flexibilidade das articulações. Apesar da prática da ginástica laboral ser coletiva, ela é moldada de acordo com a função exercida por cada trabalhador. Nascida em 1925, entre os operários poloneses, a ginástica laboral foi passada à Holanda, Rússia, Bulgária e Alemanha Oriental. Mais tarde, chegou ao Japão. Após a Segunda Guerra Mundial, o programa espalhou-se e evoluiu pelo mundo. Apesar de não conhecida por esta denominação, foi a ginástica laboral que deu à ginástica um elo com a Medicina, o que lhe rendeu status na sociedade enquanto âmbito a ser estudado e aprimorado

### Ginástica localizada e de academia

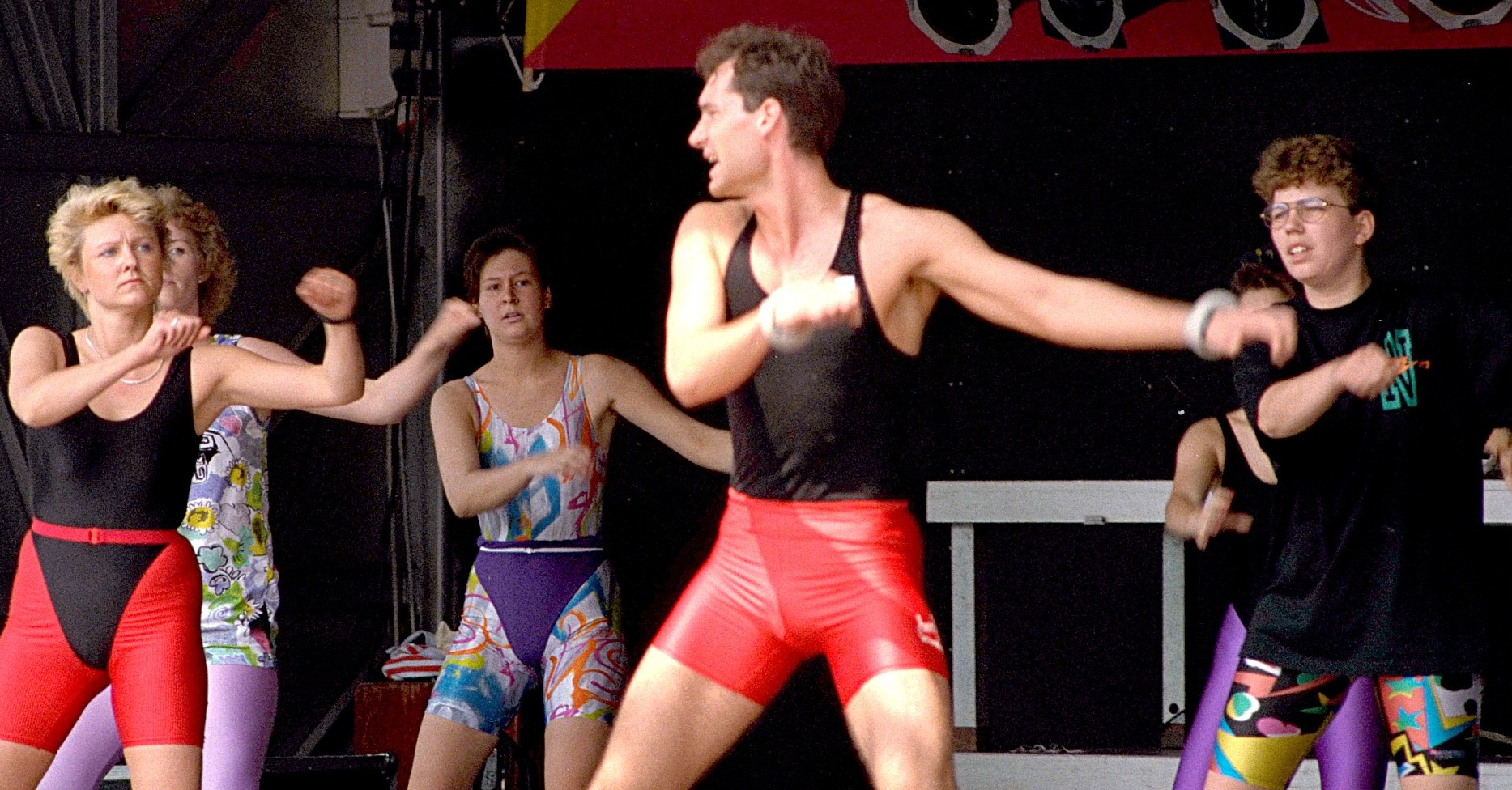
Exibição de ginástica aeróbica.

A ginástica localizada é dita uma das formas mais tradicionais e populares de prática do exercício físico, dentre as demais modalidades não esportivas e consiste em exercícios priorizando séries para cada segmento muscular ou pelos segmentos articulares. Com duração de aproximados sessenta minutos, as práticas da ginástica localizada levam ao condicionamento físico, emagrecimento e fortalecimento muscular. Sua prática lembra a ginástica aeróbica.
A ginástica de academia, subdivide-se em categorias menores - como step, aeroboxe, body pump, tae fight e circuito -, consiste em um apanhado organizado de movimentos ginásticos, a fim de moldar o corpo e dar aos praticantes hábitos mais saudáveis. É através da repetição que a ginástica utilizada nas academias atinge resultados satisfatórios. Seus exercícios são trabalhados separadamente e para cada parte do corpo é realizada uma sequência de movimentação diferente, seja com pesos ou não, individual ou em grupo. Bem como a localizada, sua prática lembra a ginástica aeróbica, como assim também costuma ser chamada.

### Ginástica natural, corretiva, de compensação e de conservação
A ginástica natural possui os conceitos e fundamentos de métodos de séculos passados, fundamentada nos movimentos naturais do homem primitivo e nas atividades em contato com a natureza. No entanto, seus exercícios, para serem praticados ao ar livre e nas aulas para ambientes fechados, foram desenvolvidos e adaptados de uma forma única e com influências dos esportes praticados por Alvaro Romano, seu criador. Com uma movimentação constante e várias combinações de movimentos, a ginástica natural tem como base a movimentação no solo do jiu-jitsu, os exercícios de força com o peso do próprio corpo, técnicas de alongamento e flexibilidade de forma dinâmica, acrescidos de técnicas de respiração. É um trabalho completo que desenvolve qualidades físicas como força, flexibilidade, coordenação e técnicas de respiração, que proporcionam ao praticante uma grande evolução no seu controle motor e mental. A ginástica corretiva, por sua vez, é uma modalidade de prática individual, de uso da medicina, que visa a correção da coluna vertebral, bem como o tratamento de anomalias musculares e deformações congênitas. Entre alguns desvios posturais que a corretiva é capaz de amenizar estão a escoliose e a hiperlordose. As de compensação e de conservação possuem o mesmo caráter individual da corretiva, e visam a melhora postural do indivíduo antes da fase de correção.

### Hidroginástica
A história desta modalidade não competitiva remonta ao fim da Grécia Antiga e ao Império Romano. A chamada ginástica higiênica deu origem as práticas dos exercícios ginásticos dentro das termas e piscinas públicas, nas quais as pessoas se reuniam para uma espécie de hidroterapia. No Oriente, em relatos chineses e japoneses, esta prática também era comum em forma de massagens e movimentos corporais. Por isso, a ginástica e a hidroterapia são consideradas as precursoras da hidroginástica, que, aplicadas juntas, lhe deram a forma vista nos anos de 1950, quando esta modalidade gímnica passou a ser sistematizada para academias e grupos de praticantes.
A hidroginástica tem por finalidade melhorar a capacidade aeróbica e cardiorrespiratória, a resistência e a força muscular, a flexibilidade e o bem-estar de seus praticantes. Possui a vantagem de poder ser praticada por pessoas de qualquer sexo e idade. A hidroginástica é uma opção alternativa para o programa de prática mais comum de exercícios, como a ginástica de academia. Sua eficácia vai de atletas em treinamento, gestantes, pessoas em fase de reabilitação, até as que estão acima ou abaixo do peso ou com algum tipo de deficiência. Os exercícios aquáticos são divertidos, agradáveis, eficazes, estimulantes, cômodos e seguros. A hidroginástica permite a redução no esforço articular.